# Tremacron
Tremacron é um género botânico pertencente à família Gesneriaceae.

## Espécies
- Tremacron aurantiacum
- Tremacron begoniifolium
- Tremacron forrestii
- Tremacron mairei
- Tremacron obliquifolium
- Tremacron rubrum
- Tremacron urceolatum